# Via Francigena
Via Francigena (в превод от латински: Франкски път, Виа Францигена; на италиански: Via Francigena, Francisca или Romea, Вѝа Франчѝджена/Франчѝска/Ромḕа) е част от група маршрути, наричани още Римски пътища (vie romee), които от Западна Европа водят до Южна Европа, чак до Рим, и след това продължават към италианския регион Пулия, където са се намирали пристанищата за отпътуване за Светите земи – дестинация на поклонници и кръстоносци. Това е древен път и поклоннически маршрут, ползван двупосочно от поклонниците за гроба на апостолите Петър и Павел в Рим и обратно към християнския център Кентърбъри от 313 г.
През 1994 г. е обявен за Европейски културен маршрут, придобивайки, подобно на Пътя към Сантяго де Компостела, наднационално значение.

## История
Пътят се ражда през 6 век поради стратегическа нужда на лангобардите, които трябва да свържат главния си град Павия с централно-южните херцогства Сполето и Беневенто, полузаобиколени от византийски територии. Необходимостта от използване на достатъчно безопасен маршрут води до избора на маршрут, считан досега за второстепенен, който пресича Апенините при сегашния италиански проход Чиза и след долината на Магра се отдалечава от брега в посока град Лука. Този маршрут е наречен „Път на Монте Бардоне“ по древното име на прохода Чиза: Mons Langobardorum („планината на лангобардите").
От края на 8 век, след идването на Карл Велики в Италия след призива на папа Адриан I и анексирането на Северна Италия към Франската империя (774 г.), маршрутът започва да бъде известен като Via Francigena, или „път, произхождащ от Франция“ („франкски път), и в първата фаза крайната му дестинация започва да се идентифицира с Рим, седалище на папата.
Първото писмено свидетелство, което споменава името на пътя, датира от пергамент от 876 г. (Actum Clusio), съхраняван в Абатство „Сан Салваторе“ на Монте Амиата в днешния италиански регион Тоскана и който се отнася до участък от път в района на Киузи в провинция Сиена. Въпреки това трябва да се изчака до 990 г., за да има първото писмено описание на маршрута: това е докладът, който Сигерик, архиепископ на Кентърбъри от 990 до 994 г., прави за обратното си пътуване от Рим, където е отишъл, за да получи палиума – символ на архиепископската длъжност, от ръцете на папа Йоан XV. В този кратък документ той отбелязва имената на църквите в Рим, които е посетил, и описва 79 етапа от своя маршрут към Кентърбъри, като точно описва местата за спиране (mansiones).
Първото свидетелство за Via Francigena южно от Рим датира от 1024 г. –  Privilegium Baiulorum Imperialium, намерено в Троя, на Виа Траяна. Въпреки това изглежда, че част от този маршрут вече е бил използван в предишни векове от лангобардските поклонници, насочващи се към светилището „Свети архангел Михаил“ на полуостров Гаргано; този примитивен маршрут е дефиниран като Via Sacra Langobardorum („Свещен лангобардски път“).
Между 11 и 13 век практиката на поклонничеството придобива нарастващо значение; светите места на Християнството, към които са насочени трите най-големи поклонничества, са Божи гроб в Йерусалим, гробницата на св. Яков Зеведеев в Сантяго де Компостела и гробниците на апостолите Петър и Павел в Рим. Следователно Via Francigena се превръща в централен център на великите пътища на вярата. Всъщност поклонниците, идващи от север, пътуват по него, за да се отправят към Рим и евентуално да продължат по Виа Апия към пристанището на Бриндизи, където да отплават за  Светите земи. Обратно, италианските поклонници, насочващи се към Сантяго де Компостела, го следват на север, за да пристигнат в Луни, където да отплават от френските пристанища, или да продължат към Мон Сени и след това да се спуснат по Виа Толосана, която води към Испания.
Писмено свидетелство, датирано между 1154 и 1160 г., е Leiðarvísir (Itinerarium), написан на староскандинавски от исландския абат Никулас да Мункатвера. Монахът в италианската част следва маршрут, много подобен на този на архиепископ Сигерик, но след това продължава по Виа Траяна, за да отплава от пристанищата на Апулия. След Италия всъщност започва нов морски път, който, докосвайки на няколко места бреговете и островите на Балканския полуостров и Гърция, води до Турция и след това до Йерусалим. От дневника става ясно, че поклонничеството през онези години е било много популярно сред хората, идващи от цяла Европа.
През 1273 г. има допълнително писмено свидетелство: Iter de Londino в Terram Sanctam (сега съхранявано в Британската библиотека), написано на френски от английския бенедиктинец Матю Парис, като ръководство за лондонските поклонници, които отиват в Светите земи. Маршрутът следва различен маршрут във Франция, влизайки в Италия от Мон Сени, минавайки през Вал ди Суза и след това сливайки се с маршрута на Сигерик във Верчели.  Всъщност през 12 век този маршрут става преобладаващ в сравнение с основния, който включва навлизане в италианска територия от Голям Сан Бернар, откъдето се слиза във Вале д'Аоста и след това до град Ивреа, а после до град Верчели.

Via Francigena скоро се превръща в основната свързваща ос между северната и южната част на Европа, по която минават търговци, армии и поклонници; ключов комуникационен канал за създаването на културното единство, което характеризира Европа през Средновековието. Фактът, че Via Francigena свързва най-богатите региони на времето (Фландрия и Италия, минавайки през панаирите на Шампан), определя нарастващото му използване като търговски път, което води до изключителното развитие на много центрове по маршрута. През 13 век търговският трафик нараства до такава степен, че се развиват множество алтернативни маршрути към Via Francigena, които следователно губят своята уникалност, разделяйки се на множество маршрути, свързващи Севера и Рим. Поради тази причина започва да бъде известен с името на Via Romea, като не началната му точка е уникална, а дестинацията. Освен това нарастващото значение на Флоренция и центровете на долината на река Арно премества маршрутите на изток, придавайки на прохода Чиза чисто местна функция и постановявайки края на древния маршрут.

## Исторически маршрут
Via Francigena всъщност не е бил път, а по-скоро група пътища – пътна система с много алтернативи.

### До Алпите
Централната ос – тази, следвана от архиепископ Сигерик от Кентърбъри, е съответствала на „Франдърския път“ (route de la Flandre) –  търговският път, свързващ най-богатите региони на Късносредновековна Европа: Италия и Фландрия, минавайки през Шампан, където са се провеждали едноименните международни панаири. От Фландрия е преминавал през Артоа (Арас), Шампан (Реймс), Франш Конте (Безансон), прекосявал е Юра при Кол дьо Жун, за да достигне до Лозана.
Англичаните са се включвали в Арас, идвайки от Лондон (монахът Матю Парис) и Кентърбъри (архиепископ Сигерик), и са прекосявали Ламанша между Дувър и Кале.
На изток е имало друг важен коридор, представен от долината на река Рейн: Никулас да Мункатвера съобщава, че поклонниците са предприемали пътуването в Утрехт или Девентер и след това са продължавали, спирайки в търговските градове Кьолн, Майнц, Шпайер, Вормс, Страсбург, Базел, а накрая, след като са напускали Рейн, са продължавали към Золотурн, Аванш и Вьове. Скандинавците и северногерманците са идвали от Щаде и са пристигали при река Рейн в Дуйсбург (Annales Stadenses) или в Майнц (Никулас).
Западният вариант е бил този, който е тръгвал от Париж, а в Троа е навлизал във Фландърския път. „Францигена“ всъщност означава „родена от Франция“.

### Преход на Алпите: Мон Сени и Голям Сан Бернар
Двата основни използвани от поклонниците алпийски прохода са били Голям Сан Бернар и Мон Сени. Пътят на Голям Сан Бернар е започвал от Женевското езеро, Лозана или Вьове, вървял е нагоре по река Рона, навлизал е във Вале, спирал е при голямото абатство „Сен Морис д'Агон“, след това е напускал долината на Рона за Вал д'Антремон и е пристигал в прохода. Оттук долината Голям Сан Бернар се е спускала до Аоста и след това до Вале д'Аоста, град Ивреа и после до град Верчели.
Пътят Мон Сени вече се е разклонявал в Шампан и се е насочвал към Бон, откъдето се е спускал по долината на река Сона към Лион. След това е продължавал до Шамбери, изкачвал се е по долината на река Арк до прохода Мон Сени, където от 825 г. е документиран Подслонът на Мон Сени – спирка за поклонниците. Оттам пътят, все още запазен днес за големи участъци, се е спускал до Новалеза, където в допълнение към едноименното абатство от 726 г. в древното село днес се вижда част от средновековна странноприемница, известна като Къщата на фреските заради своите декорации. Показателно е, че има стенописи на фасадата с гербовете на европейските региони на произход и дестинация на хората, прекосявали прохода Мон Сени. След това поклонниците са продължавали към град Суза, където са се кръстосвали с  маршрута на прохода Монженевр, свързващ Южна Франция и Пътя към Сантяго.
След това, пресичайки цялата Вал ди Суза, минавайки през Сакра ди Сан Микеле и накрая през абатство „Свети Антоний от Ранверсо“, те са стигали до град Торино и след това до градовете Кивасо и Верчели, или са заобикаляли река По по протежение на древния Бурдигалски пътеводител чак до град Павия. Политически двата прохода са били контролирани от двете страни от графовете на Савоя, които освен родната си земя, са управлявали също Вал ди Суза, Вале д'Аоста и Долно Вале. И господството над алпийските проходи е била причината за тяхната мощ. До 13 век е бил по-използван проходът Голям Сан Бернар. През този век се е утвърдил маршрутът Мон Сени, особено за идващите от Франция.

### Прекосяване на река По
От град Верчели нататък маршрутите са се събирали отново: те са преминавали през Робио, Мортара и Павия. Прекосяването на река По с лодка между Корте Сант'Андреа (днес подселище на Сена Лодиджана), при сливането на реките По и Ламбро, и Календаско близо до Пиаченца е признато като Transitus Padi от 1994 г. от Съвета на Европа, а от 2009 г. също от две италиански министерства. В действителност са засвидетелствани различни речни пристанища в Пиаченца, но многобройните промени в маршрута на По пречат на идентифициране на точката, където поклонниците са прекосявали реката. От Пиаченца поклонниицте са продължавали по Виа Емилия към Фиоренцуола д'Арда и Борго Сан Донино.

### Прекосяване на Северните Апенини
При Борго Сан Донино (днешният италиански град Фиденца) поклонниците са изоставяли Виа Емилия и са се изкачвали по Вал ди Таро, минавайки през община Медезано в посока Форново и след това Касио или Берчето. Пресичането на Северните Апенини е ставало през прохода Чиза, който тогава се е наричал Монте Бардоне. Това име произлиза от латинския израз Mons Langobardorum („планината на лангобардите"), тъй като лангобардите, за да отидат от столицата си Павия до Тосканската марка, са използвали този проход, който по-късно е наречен Чиза.
От Монте Бардоне са се спуснали в Луниджана, пресичали са Понтремоли, Аула, Санто Стефано ди Магра, Сардзана и накрая са стигали до Луни. Между Сардзана и Луни, близо до древната болница „Сан Ладзаро“, пътят се е свързвал с Виа ди Спаня, която е отвеждала испанските поклонници до Рим и италианските поклонници до Сантяго де Компостела, отплавайки от древното пристанище Сан Маурицио на река Магра.

### Централна Италия
От Луни, заобикаляйки Апуанските Алпи, поклонниците са стигали до Пиетрасанта и са се спускали до град Лука. Лука е бил една от основните дестинации на Via Francigena, благодарение преди всичко на Светото лице (дървено разпятие, за което се е смятало, че е неръкотворно) и на мощите на важни светци, като Свети Регул и Свети Фридиан (поради последния, от ирландски произход, много поклонници са идвали от Северна Европа, за да се поклонят на мощите му).
От Лука поклонниците са продължавали към Поркари, Алтопашо, Галено, Понте а Капиано (Aqua Nigra) и Фучекио (Arne Blanca), където е имало мост над река Арно. След пресичането на реката първата спирка е била Сан Дженезио (Сан Миниато), откъдето са започвали да се изкачват по Валделса, в древността минавайки по билото (през Сан Джиминяно и Коле ди Вал д'Елса), а от 12 век по дъното на долината (през Кастелфиорентино, Черталдо и Поджибонси) и след това са пристигали в град Сиена. Сиена дължи именно на позицията си на Via Francigena градското и демографското, както и финансовото си  развитие, настъпило през Късното средновековие. От Сиена пътят са следвали долината на потока Арбия до Сан Куирико д'Орча, откъдето са се изкачвали по Вал д'Орча. Оттук са слизали до Вал ди Паля и надолу към Акуапенденте. Въпреки това от 12 век нататък Вал ди Паля е бил небезопасен и пътниците са предпочитали да се изкачат до Рока ди Радикофани. От Акуапенденте те са следвали маршрута на древната Виа Касия през Болсена, Монтефиасконе, Витербо, Ветрала, Капраника, Сутри (или алтернативно Роичильоне по Виа Касия Чимина), Вал ди Бакано и след това, след като са се отклонявали по Виа Трионфале близо до Сторта, са пристигали в Рим, съзирайки древната базилика „Свети Петър във Ватикана“ от височините на Монте Марио (по тази причина наричан Монс Гаудий, планината на радостта).

### Южна Италия
От Рим маршрутът е следвал Виа Апия или успоредната Виа Латина за дълъг участък до Капуа, с последващо продължение към Беневенто. От този последен град се е тръгвало по Виа Траяна, изкачвайки Неаполитанските Апенини до прохода Сан Вито, където се е издигал замъкът Крепакуоре – крепост, държана от рицарите Хоспиталиери, за да гарантира безопасността на поклонниците по протежение на апенински участък. След това пътят е стигал до Троя, във високата равнина Таволиере деле Пулие, откъдето е било възможно да се отиде до светилището на Свети архангел Михаил на полуостров Гаргано или, алтернативно, да се продължи по Виа Траяна към Бари, Бриндизи и Отранто – основните пристанища за отпътуване за Светите земи.

### Варианти
Имало е забележителна поредица от алтернативи в Алпите и по протежение на полуострова, които също са носели името „римски или францискански пътища“. Естествените препятствия, които поклонниците е трябвало да преодолеят, са били Ламанша, Алпите и Апенините, както и река По. Точно както е имало поне две алтернативи за пресичане на Алпите (проходът на хълма Мон Сени и този на прохода Голям Сан Бернар), поклонниците също са имали различни възможности при пресичане на Апенините.
В участъка на Via Francigena, който е водел от Паданската низина до Тоскана, е имало няколко варианта на маршрута, които са използвали различните проходи, изкачващи се нагоре по Вал ди Требия и минаващи през Бобио (Виа дели Абати), или Вал ди Таро или други по-малки долини. От Вал ди Таро отклонението до Луниджана и Гарфаняна позволявали да се стигне директно до Лука, като се е избягвал крайбрежният маршрут по Виа Аурелия – вариант, считан за по-безопасен по време на криза или война, тъй като се е виел по по-малко изложени второстепенни пътища и се е наблюдавал от гъста мрежа от замъци и манастири. Последните проучвания подчертават Via Francesca della Sambuca – вариант, който следва течението на Рено до Порета Терме и отива до Пистоя, минавайки през древния замък на Самбука Пистойезе и прохода Пасо дела Колина.
Другите използвани варианти са били следните: след като са стигали до Пиаченца, поклонниците са минавали по Виа Емилия, за да пресекат Апенините при Болоня или Форли, като по този начин са стигали или до римския път Самбука, или до този на Алпе ди Сера. Като доказателство за този път можем например да си спомним, че обичаят на преминаване на поклонници, идващи от Ирландия и Шотландия, е довел още през Ранното средновековие до изчезналата днес църква във Форли „Сан Пиетро ин Ското“. Вариантът на Форли все още е позволявал това да се стигне до горната част на долината на Тибър и след това да се следва реката до Рим, без да рискуват да загубят пътя или да се насочат към Арецо. Например монахът Матю Парис говори за това в своя Iter de Londinio в Terram Sanctam.
По-на юг, след смъртта на Свети Франциск през 1226 г. и неговото издигане до олтарите, много поклонници са се отклонявали от древния маршрут, за да посетят Асизи.

## Установени маршрути

### Маршрут на Сигерик
Най-старият подробен доклад за пътуване датира от 990 г. и е дело на Сигерик, архиепископ на Кентърбъри, който се завръща от Рим, където получава палиумаэот ръцете на папа Йоан XV. Английският архиепископ води дневник на латински език, който сега се съхранява в Британския музей, в който описва 79-те етапа от своя маршрут от Рим до Кентърбъри. Описанието на маршрута е много точно по отношение на местата за спиране (mansiones). Информацията, съдържаща се в хрониката на Сигерик, е много полезна за хипотезата какъв е бил първоначалният маршрут на Виа Францигена между 10 и 11 век, между Кентърбъри и Рим, неразделна част от мрежата от маршрути, които свързват регионите на Франция с Италия.
От 79-те зони за почивка, споменати в оригиналния маршрут, изпъкват Рим, Сутри, Сан Валентино близо до Витербо, Сан Флавиано в Монтефиасконе, Санта Кристина в Болсена, Акуапенденте, Сан Куирико д'Орча, Сиена, Борго Елса, Сан Джиминяно, Сан Дженезио, мостът над река Арно близо до Фучекио, Поркари, Лука, Камайоре, Луни, Сардзана, Санто Стефано ди Магра, Аула, Понтремоли, Берчето, Борго Сан Донино, Фиоренцуола д'Арда, Пиаченца, Санта Кристина, Павия, Тромело, Верчели, Сантия, Ивреа, Аоста, Бург Сен Пиер, Орсиер, Сен Морис д'Агон, Вьове, Лозана, Орбе, Ивердон, Понтарлие, Безансон, Кюси сюр л'Оньон, Сев, Гренан, Хюмс, Блесонвил, Бар сюр Об, Донман, Фонтен, Шалон сюр Марн, Реймс, Корбени, Лан, Дюен, Арас, Брюе ла Бюисиер, Теруан и Сомбр. Не се споменават спирките на Ламанша и в Англия.
На Сигерик му са нужни 79 дни, за да премине, предимно пеша, всичките 1600 километра от маршрута. Следователно средното разстояние за пътуване е около 20 км дневно.

### Маршрут на Никулас от Мункатвера
Друго свидетелство за поклонение по Via Francigena е това, датиращо от 12 век, е това на исландския абат Никулас от Мункатвера. Много малко се знае за този автор и дори името му е несигурно: Никулас Бергсон или Бергóрсон. Той е бенедиктински монах и през 1154 г. се завръща в Исландия от поклонение в Светите земи, докато през 1155 г. е посветен за абат на манастира Мункатвера (около 15 км южно от Акюрейри), основан през същата година от епископ Бьорн Гилсон от епархията на Холар. Тук той остава до смъртта си около 1159-60 г. Разказът за неговото поклонение от Исландия до Светите земи се съдържа в Leiðarvísir (Itinerarium), написан на староскандинавски.
Пътуването се провежда хронологично между 1152 и 1153 г., докато написването на Leiðarvísir е между 1154 г. – годината на завръщането му в Исландия, и 1160 г. – годината , посочена от източниците като тази на смъртта му. Пътуването започва от Исландия, пресича морски участък към Норвегия до бреговете на Дания; след това преминава в Западна Германия (за разлика от този на абат Сигерик, който минава през Франция) и, изкачвайки се по горното течение на Рейн, минава през Швейцария и Италия. Италианската част не се различава значително от тази на Сигерик в тосканската част към Рим, но след това продължава по Виа Траяна за качване от пристанищата на Апулия. След Италия всъщност започва нов морски път, който, докосвайки на няколко места бреговете и островите на Балканския полуостров и Гърция, води до Мала Азия, Турция и след това към Йерусалим.
Предоставени са подробни описания на пътища, места, църкви и паметници от религиозен интерес (и не само), пресичани от скандинавски пътешественици и поклонници, отишли в Светите земи. Четем, че в Утрехт (Нидерландия) „мъжете вземат тоягата, чантата и благословията за поклонението в Рим“. Между другото се споменават градовете Майнц, Страсбург, Базел, Золотурн и Вьове (на Женевското езеро). Никулас се среща с франки, фламандци, англичани, германци и скандинавци, които се отправят към Рим.
Никулас се влючва във Виа Францигена във Вьове, на Женевското езеро, където се събират пътища от цяла Северна Европа и следователно където се срещат франки, фламандци, англичани, германци и скандинавци. Оттам той продължава до Сен Морис д'Агон, Бург Сен Пиер, Сан Бернар, Етрубъл, Аоста, Пон Сен Мартен, Ивреа, Верчели, Павия, Пиаченца, Борго Сан Донино, Борго Таро, Понтремоли, Луни (където са пристигнали и испанските поклонници от Сан Ладзаро), Лука, Алтопашио, Сан Дженезио, Борго Мартури (днешно Поджибонси), Сиена, Сан Куирико д'Орча, Акуапенденте, Санта Кристина а Болсена, Сан Флавиано а Монтефиасконе, Витербо, Сутри, Рим.

### Маршрут на Матю Парис
Iter de Londino in Terram Sanctam е написан на френски от английския бенедиктинец Матю Парис като ръководство за поклонници през 1273 г., сега се съхранява в Британската библиотека в Лондон.
Посоченият маршрут започва направо от Лондон, продължава в предградията на Нюгейт, Крипългейт, Бишопсгейт, Уестминстър и след това минава през Рочестър, Кентърбъри, Дувър, Висан, Монтрьой сюр Мер, Сен Рикие, Поа, Бове, Бомон сюр Оаз, Париж, Провен, Ножан, Троа, Бар сюр Сен, Шатийон сюр Сен, Бон, Шалон сюр Сон, Макон, Лион, Ла Тур дю Пен, Шамбери, Монмелиан, Егбел, Терминьон. След преминаване на Мон Сени преминава през Новалеза, Суза, Авиляна, Алпиняно, Торино, Кивасо, Верчели, Мортара, Павия, Пиаченца, Фиоренцуола д'Арда, Борго Сан Донино. Тук са предложени два маршрута: класическият прекосява прохода Чиза до Луни, Лука, Сиена, Сан Куирико д'Орча, Монтефиасконе, Витербо, Сутри, Рим, докато алтернативният маршрут вместо това докосва Парма, Реджо Емилия, Модена, Болоня, Имола, Фаенца, Форли, Баньо ди Романя, пресича Апенините при прохода Сера и продължава към Арецо, Перуджа, Фолиньо, Сполето, Риети, Рим.

### Маршрут на Юд Риго
Юд Риго е францисканец, професор по теология в Парижкия университет, който през 1247 г. е назначен за архиепископ на Руан. През 1253 г. той заминава с антураж, за да отиде на поклонение в Рим: доказателства за това пътуване остават в Regestum visitationum, дневника на пасторските посещения на прелата.
По време на пътуването Юд, започвайки от Руан, минава през Офе, Нотр Дам д'Алиермон, Фукармон, Поа, Мондидие, Ноайон, Компиен, Сенлис, Шамбли, Понтоаз, Париж, Сен Мор де Фосе, Куркетан, Рампийон, Льо Паракле, Троа, Бар сюр Сен, Шатийон сюр Сен, Лапериер сюр Саон, Сен Сен, Дижон, Осон, Дол, Сален ле Бен, Бужай, Понтарлие, Косоне, Лозана, Вилньов, Сион, Лоеш ле Бен, Брига, Диверия, Домодосола, Паланца, Галарате, Милано, Бергамо, Бреша, Мантуа, Кастелмаса, Ферара, Сан Джорджо ди Пиано, Болоня, Имола, Чезена, Римини, Фано, Кали, Губио, Асизи, Перуджа, Тоди, Нарни, Чивита Кастелана и Рим .
На връщане той поема по различен маршрут, минавайки през Сутри, Витербо, Монтефиасконе, Акуапенденте, Радикофани, Сан Куирико д'Орча, Сиена, Поджибонси, Пиза, Лука, Сардзана, Пасо дел Брако, Сестри Леванте, Реко, Генуа, Аренцано, Савона, Карето, Кортемилия, Асти, Торино, Сант'Амброджо ди Торино, Суза, Терминьон, Сен Мишел дьо Мориен, Егбел, Шамбери, Ла Тур дю Пен, Сен Антоан л'Абайе, Виен, Лион, Л'Арбрел, Тизи, Марсини, Пиерфит сюр Лоар, Десиз, Невер, Косн сюр Лоар, Жиан, Лорис, Сепой, Немур, Мелюн, Вилньов Сен Жорж, Париж, Сенлис, Компиен, Ноайон, Ла Ньовил Роа, Бове, Жизор, Льо Пти Ножан сюр Андел, за да стигне до Руан.

## Via Francigena днес
След преоткриването на Пътя към Сантяго през 70-те г. на 20 век се разбира, че подобен поклоннически път съществува и в Италия. Както се случва с испанския маршрут, маршрутът на Виа Францигена също лежи частично под асфалта на магистралите и държавните пътища, които с течение на времето следват маршрута на това, което навремето са били главните пътища на Средновековието и Рим. През 1994 г. пътят получава сертификат за „Културен маршрут на Съвета на Европа“, а през 2004 г. за основен културен път.
На 7 април 2001 г. е създадена Европейската асоциация на пътищата на Францигена (EAVF) –  организация, официално упълномощена от Европейския съвет да популяризира ценностите на пътеките и поклонническите пътувания, като се започне от устойчивото развитие на териториите чрез културен, идентичност и подход към туризма.
Интересът, първоначално ограничен до този на учени, след това се разширява до мнозина, които, след като изминават Пътя към Сантяго, пожелават да стигнат пеша до Рим и след това до Йерусалим (използвайки военноморските пътища на Пулия), поражда мрежа от „любители на Францигена“, които с боя и четка започват да маркират пътеки и маршрути. Където е възможно, се опитат да възстановят оригиналния маршрут, но на моменти решават да се отклонят от историческия маршрут в полза на по-малко натоварени пътеки и пътища. Потенциалът за туристическата търговия в Италия е признат, но това също кара някои да получат несправедливо икономическо предимство, като отклоняват пътя, така че да минава до техния бизнес, като по този начин увеличават посещаемостта.
Поради недостига на специални места за настаняване на поклонниците по Via Francigena те често лагеруват, вместо да отсядат в хотели или пансиони. Въпреки това все повече в Италия някои манастири и религиозни домове предлагат специално настаняване за поклонници. Те се наричат spedali и предлагат евтино и просто настаняване в стил общежитие. Spedali приемат поклонници, които носят валиден credenziale (паспорт на поклонника), обикновено само за една нощ. Някои места предлагат и храна. В Кент местните църкви често насърчават поклонниците да лагеруват в църква и някои от църквите по Via Francigena имат контакти на своя уебсайт, за да позволят на поклонниците да организират това. Има онлайн списък за настаняване, който редовно се актуализира и публикува от Братството на поклонниците в Рим.
Необходимостта от подходящи структури за посрещане на поклонници по целия маршрут нараства. В този смисъл много енории и религиозни институции приемат поклонници с акредитивни писма, тръгнали към Рим според каноните на истинското поклонничество. През последните години Братството на Свети Яков от Компостела в Перуджа управлява няколко приемни заведения на Via Francigena, едно в Тоскана в Радикофани (болницата „Св. св. Петър и Яков“) и едно в Рим (Болницата на Провидението на Свети Яков и Свети Бенедикт Лабре).
Институциите работят в съгласие с Министерството на културното наследство на Италия, за да систематизират огромното наследство, разпространено из целия полуостров, традициите и популярните фестивали, храната и виното. В допълнение към осигуряването на безопасността на маршрута, е необходимо да се реши проблемът с намирането по маршрута на достъпни бази за настаняване, разположени на равномерни разстояния между етапите, както ще е необходимо да се определят споразумения и споразумения за услуги и помощ .
През 2017 г. седем италиански региона, засегнати от маршрута на пътя в участъка му от Голям Сан Бернар до Рим (Вале д'Аоста, Пиемонт, Ломбардия, Лигурия, Емилия-Романя, Тоскана, Лацио), подписват меморандум за разбирателство за номиниране на Маршрута от ЮНЕСКО като част от световното наследство.
Италианското издателство „Бети“, регион Тоскана и AEVF (Европейска асоциация на маршрутите на Via Francigena) създават литературната награда „Via Francigena“, посветена на истории от автори, както дебютиращи, така и други, които успяват да опишат собственото си географско и духовно пътуване в оригинал начин.

### Маршрути
| Страна             | Етапи | Дължина в km | Изкачване в m | Слизане в m | Наклон в m |
| ------------------ | ----- | ------------ | ------------- | ----------- | ---------- |
| Обединено кралство | 2     | 31           | +571          | −632        | −61        |
| Франция            | 44    | 962          | 13 357        | −12 210     | 1147       |
| Швейцария          | 12    | 242          | 9140          | −7657       | 1483       |
| Италия             | 88    | 2074         | 36 938        | −38 161     | −1223      |
| Общо               | 146   | 3309         | 60 006        | −58 660     | 1347       |

Поклонниците могат да изберат да се разходят по велосипедния маршрут EuroVelo EV5, който носи името „Via Francigena“. Този маршрут на EuroVelo обаче се различава значително от маршрута на архиепископ Сигерик и този, даден от Via Francigena Association.
Днес някои поклонници все още следват древните стъпки на архиепископ Сигерик и пътуват пеша, на кон или с велосипед по Via Francigena, въпреки че има много по-малко поклонници по този маршрут, отколкото по пътя към Сантяго до Сантяго де Компостела в Испания. Смята се, че приблизително 50 000 поклонници са преминали през Via Francigena през 2022 г.
Via Francigena не може да бъде идентифицирана със символ, известен като черупката на Сантяго де Компостела. При липса на официални знаци, маркировката приема различни форми в зависимост от пресичаната страна. Той включва силуета на поклонник. Във Франция маршрутът е маркиран в бяло и червено като всички туристически пътеки на дълги разстояния (GR®145 FFR). В Швейцария Via Francigena е „ Маршрут 70 ". Италия не използва единна маркировка: табелата остава в нюанси на червено, със силуета на поклонника.
AEVF, основана през 2001 г. в италианския град Фиденца, е официалната маршрутна мрежа на Съвета на Европа от 2007 г. насам. Тя се основава на партньорство между европейски институции и местни власти, поели ангажимент да популяризират хилядолетния поклоннически път, за да насърчат, с акцент върху устойчивостта, мерки за развитие на Via Francigena, за да го превърнат в културен и туристически актив, предвид неговата културно значение и потенциалната му роля като катализатор за местно развитие.

#### В Англия
В Англия Via Francigena започва от южния портик на катедралата в Кентърбъри, където се намира нулевата точка на маршрута. Маршрутът минава през част от графство Кент, от Кентърбъри до фериботите в Дувър, преминавайки през Шепърдсуел. По на север има поклоннически път от Рочестър до Кентърбъри.

#### Във Франция
Във Франция Via Francigena (обозначена като Grande Randonnée „GR145“) минава през регионите О дьо Франс, Гранд Ест и Бургундия-Франш Конте, преди да достигне границата с Швейцария. По инициатива на различни асоциации е в ход обновяването на участъка от Via Francigena на територията на Континентална Франция. Така от 2019 г. целият маршрут е обозначен.
От 2018 г. френският маршрут е одобрен от Френската федерация по пешеходен туризъм в GR®145. От съображения за безопасност и услуги за пешеходци/поклонници този маршрут е малко по-различен от маршрута на Сигерик.
Френската федерация Via Francigena (FFVF) е правна асоциация от 1901 г., светска, от общ интерес, неутрална, независима и с нестопанска цел, обединяваща асоциации на поклонници, споделящи едни и същи ценности без политически, религиозни или други съображения. Тя обединява поклонническите асоциации, присъстващи по маршрута на Via Francigena, и всички онези, които желаят да обединят усилията си, за да помогнат и подкрепят поклонниците от своите региони да се присъединят към този голям европейски културен маршрут. През 2020 г. присъства в 39 департамента и обединява повече от 3600 доброволци. Тя е привилегирован представител на френските асоциации, работещи по Via Francigena и нейните свързващи маршрути.

#### В Швейцария
Маршрутът Via Francigena в Швейцария се отнася до регионален маршрут n 70 на SuisseMobile и минава през кантоните Во и Вале.
Различни духовни места като териториалното абатство Сен Морис (което празнува 1500 години от съществуването си през 2015 г.) или хосписът на Голям Сен Бернар на 2470 m (най-високата точка на маршрута, на италианско-швейцарската граница) са по маршрута. Местните заинтересовани страни (общини и туристически служби) се стремят да подобрят приемните структури и популяризирането на този маршрут.
Във Вьове Via Francigena се присъединява към маршрута на Никулас от Мункатвера – исландски монах, който напуска Исландия, за да стигне до Рим и Йерусалим. Никулас изяснява: „Там се срещат маршрутите, по които, пресичайки Алпите, поклонници от различни нации отиват в Рим, както и франките, фламандците, валонците, англичаните, саксонците и скандинавците“.

#### В Италия
В Италия Via Francigena минава през регионите Вале д'Аоста, Пиемонт, Ломбардия, Емилия-Романя, Тоскана и накрая около половината път през Лацио до Рим. От италианските градове Ивреа до Сантия архиепископ Сигерик от Кентърбъри през 990 г. поема по директния „римски” маршрут на юг от езерото Вивероне – вариантът Via Francigena (добре приет и обозначен със знаци), предложен от AIVF (от 2007 г.) и от Приятелите на VF от Сантия., Вариантът AIVF (2013 г.), пресичащ регионалния парк Монтемарчело-Магра, достига древните Луни и Авенца и продължава от Маса по римския път, за да стигне до Пиетрасанта. През август 2013 г. регион Емилия-Романя, като променя правилата за използване на пътеките, разрешава преминаването на мотоциклети и четириколки по участъка в Емилия. . Участъкът от варианта „Francigena di Garfagnana“, който днес се нарича Виа дел Волто Сакро, може да се измине по древни пътеки и пътеки за мулета, с многобройни средновековни мостове за пресичане на река Серкио и нейните притоци. Въпреки че все още не е обозначен с табели и не е оборудван с мрежа от специални структури за посрещане на поклонници (в манастири, енории и т.н.), този маршрут пресича район, където широко разпространеното гостоприемство е гарантирано от гъста мрежа от селски къщи, места за нощувка и закуска, селски магазини, малки кафенета и ресторанти, всичко това прави маршрута достатъчно оборудван за приятно преминаване на поклонници. Също така в провинция Лука са извършени много дейности за възстановяване на древния участък от Via Francigena, който достига до град Лука – една от дестинациите за преминаване, но и за пристигане на много поклонници.
Последният участък, от Рим до пристанищата на Пулия за качване на Йерусалим, е преименуван на Via Francigena nel Sud (от италиански „Via Francigena на юг“) или иначе Vie Francigene del Sud („Пътищата на Francigena на Юг“).
Сред италианските региони Лацио е много активен: от 2016 г. той инвестира във Франчиджена по отношение на ресурси и туристическа промоция, като реактивира поредица от маршрути, които имат Рим за свой център: по-специално на северния участък, идващ от Тоскана, а този на юг по Виа Пренестина, който пресича Палестрина, навлиза във Вал ди Сако и след Анани се присъединява отново към Виа Латина, за да се насочи към Капуа, където се среща с другия маршрут, Виа Апия.
През 2017 г. регион Кампания създава и туристическия район Viaticus с основна цел да увеличи развитието на религиозния туризъм. Няколко години по-рано регион Пулия на свой ред изготвя подробен „План за валоризиране на Южна Виа Франчиджена“.